# 2ʹ-Dezoxi-2ʹ-fluorarabinonukleinsav
A 2ʹ-dezoxi-2ʹ-fluorarabinonukleinsav (FANS) xenonukleinsav, ahol a nukleobázisok 2ʹ-dezoxi-2ʹ-fluorarabinózhoz kapcsolódnak. A FANS-aptamereket és változataikat vizsgálták betegségek kezelésében, géncsendesítésben és töltéstranszportban. Ismertek DNS–FANS duplexképzésre képes enzimek.

## Jellemzői
A FANS DNS-sel gyengébb kötést alkot, mint RNS-sel, mivel a 2ʹ-F nem tudja elkerülni a purin C8–H8 kötésével való sztérikus ütközést. Ennek ellenére a 2ʹ-dezoxi-2ʹ-fluorarabinofuranozilpurin kevésbé destabilizálja a duplexet.

### Összehasonlítás az arabinonukleinsavval
A 2ʹ-fluorarabino- és az arabinonukleinsav eltérő konformációi eltérő RNS-affinitást és az RNS-sel alkotott heteroduplexek RNáz H általi eltérő feldolgozását okozzák: míg az arabinonukleinsav RNS-affinitása kicsi, a 2ʹ-FANS stabil duplexeket alkot RNS-sel, aminek oka a 2ʹ-F–purin-H8 álhidrogénkötés, szemben az arabinóz esetén fennálló kedvezőtlen 2ʹ-OH–nukleobázis kölcsönhatással. Ezek az álhidrogénkötések egymást követő nukleotidok között vannak. Noha e duplexek a kétszálú hélixek A-formájának számos jellemzőjével rendelkeznek, a 2ʹ-fluorarabinózok konformációja délkeleti irányú, szemben az A-duplexekre jellemző északival. Ez közelíti egymáshoz a 2ʹ-F- és a H8-atomokat, lehetővé téve az álhidrogénkötések létrejöttét a C8-, H8- és 2ʹ-F-atomok egy vonalba kerülésével. Egyes 2ʹF-ANS-nukleozidokban is észlelték ezeket, így feltehetően a 2ʹ-FANS-tartalmú nukleinsavak általános jellemzője az álhidrogénkötés. A 2ʹ-FANS ezenkívül stabil B-típusú FANS–FANS duplexet is alkothat, ezek és a kevésbé stabil ANS–ANS duplexek szerkezete nagyrészt ismeretlen. Azonban a megfelelő ANS- és FANS-szakaszok keveréke eléggé stabilizálhat ANS–ANS belső szekvenciát.
Az ANS egyszálú DNS-sel gyenge kapcsolatot alakít ki, míg a FANS könnyen hibridizálódik vele.

### Összehasonlítás a DNS-sel
A DNS-hez hasonló átlagos koherenciaparamétere (DNS: 0,46, FANS: 0,48) miatt a bázispárok elektromos kapcsolatváltozásai hasonlók lehetnek, ez alapján a FANS nagyobb kémiai stabilitása nem csökkenti a bázisok töltésvezetésben érintett π-kapcsolatait. Kevert szekvenciákban gyakoribb lehet a guanindimer gyorsabb gyorsabb elektronlyuktranszfere miatt.
A DNS-nél jobban ellenáll a hidrolízisnek és a nukleázok általi bontásnak.

## Jelentőség

### Klinikai
A FANS-oligomereket vizsgálták amfifil nukleinsavként hordozómentes géncsendesítéshez: a bélsejtek Bcl-2-expressziója több mint 80%-kal, életképességük 18%-kal csökken lipofil (L-) FANS-kezelés hatására. A szabad FANS transzfekciója és az irreleváns szekvenciájú (nc) FANS-t tartalmazó negatív kontrollkonjugátum nem befolyásolja a Bcl-2-mRNS-expressziós szintet, vagyis a cél-mRNS-inhibíció szekvenciaspecifikus antiszenz mechanizmussal történik, és a lipidkonjugáció hozzájárul a FANS sejten belüli szállításához. Az mRNS-expressziót nem befolyásolja a kizárólagosan vagy L-FANSnc-vel adott pankreatin, vagyis az L-FANS okozza a szekvenciaspecifikus csendesítést.
2019-ben a HIV-1 integrázához kapcsolódó FANS-aptamereket szintetizáltak Rose  et al., és hasonló szerkezetet mutattak ki bennük.

### Technológiai
A nukleinsav-alapú bioszenzorokban és chiptechnológiákban jól alkalmazható lehet a DNS-hez hasonló elektrontranszfer-jellemzői alapján.